# تاهال
تاهال دهستانی در استان آلمریای اسپانیا است.
در این دهستان ۳۷۸ نفر زندگی می‌کنند. مساحت این دهستان ۹۵ کیلومتر مربع است.